# Сернон (Јура)
Сернон (фр. Cernon) је насеље и општина у источној Француској у региону Франш-Конте, у департману Јура која припада префектури Лон ле Соније.
По подацима из 2011. године у општини је живело 269 становника, а густина насељености је износила 16,35 становника/km². Општина се простире на површини од 16,45 km². Налази се на средњој надморској висини од 512 метара (максималној 801 m, а минималној 307 m).

## Демографија
| 1962. | 1968. | 1975. | 1982. | 1990. | 1999. | 2011. |
| ----- | ----- | ----- | ----- | ----- | ----- | ----- |
| 305   | 313   | 228   | 225   | 268   | 254   | 269   |

График промене броја становника у току последњих година